# باتایورت
باتایورت (به لاتین: Batayurt) یک منطقهٔ مسکونی در روسیه است که در داغستان واقع شده‌است.